# Geschichtliche Grundbegriffe
Geschichtliche Grundbegriffe: Historisches Lexikon zur politisch-sozialen Sprache in Deutschland (Conceptos históricos fundamentales: Léxico histórico del lenguaje político-social en Alemania) es un macro-diccionario publicado entre 1972 y 1997 por Klett-Cotta Verlag en nueve volúmenes (siete de textos y dos de índices), editado por los historiadores Otto Brunner, Werner Conze y Reinhart Koselleck. Se considera una de las cumbres de la historiografía alemana. Además de los editores, en él han participado muchos especialistas de distintas disciplinas y de indudable prestigio internacional, como Ernst-Wolfgang Böckenförde, Christian Meier, Ernst Nolte o Hans Ulrich Gumbrecht.
El diccionario, compuesto por más de 9,000 páginas, recoge 122 conceptos históricos fundamentales, como crisis, democracia, emancipación, Modernidad o progreso, estudiados a partir del método de la historia conceptual elaborado por Reinhart Koselleck, que entiende los conceptos, simultáneamente, como índices y factores de las transformaciones histórico-políticas. El diccionario no solo estudia la dimensión histórica de los conceptos, sino que, de forma transdisciplinar, también indaga sus dimensiones filosóficas, legales, políticas y económicas. Aunque los conceptos se analizan desde su surgimiento en la Antigüedad, el diccionario se centra especialmente en el período que va desde 1750 a 1850, que Reinhart Koselleck denomina Sattelzeit (tiempo o época umbral), en el que se origina la Modernidad sociopolítica.

## Contenido
A continuación se detallan los volúmenes, las voces recogidas en cada uno de ellos junto a una traducción aproximada al español entre paréntesis y el/los autor/es responsables de ellas:

### Vol. 1 (1972): A–D
Redactores: Reinhart Koselleck en colaboración con Christian Meier
- Adel, Aristokratie (Nobleza, Aristocracia), Christian Meier & Werner Conze
- Anarchie, Anarchismus, Anarchist (Anarquía, Anarquismo, Anarquista), Christian Meier & Peter Christian Ludz
- Angestellter (Empleado), Jürgen Kocka
- Antisemitismus (Antisemitismo), Reinhard Rürup & Thomas Nipperdey
- Arbeit (Trabajo), Werner Conze
- Arbeiter (Trabajador), Werner Conze
- Aufklärung (Ilustración), Horst Stuke
- Ausnahmezustand (Estado de excepción), Hans Boldt
- Autarkie (Autarquía), Hannah Rabe
- Autorität (Autoridad), Horst Rabe
- Bauer, Bauernstand, Bauerntum (Campesino, campesinado) Werner Conze
- Bedürfnis (Necesidad), Utta-Kim Wawrzinek & Johann Baptist Müller
- Beruf (Vocación/Profesión), Werner Conze
- Bildung (Formación/Bildung), Rudolf Vierhaus
- Brüderlichkeit, Bruderschaft, Brüderschaft, Verbrüderung, Bruderliebe (Fraternidad, Hermandad), Wolfgang Schieder
- Bund, Bündnis, Föderalismus, Bundesstaat (Liga, Alianza, Federalismo, Estado federal), Reinhart Koselleck
- Bürger, Staatsbürger, Bürgertum (Ciudadano, Burguesía), Manfred Riedel
- Cäsarismus, Napoleonismus, Bonapartismus, Führer, Chef, Imperialismus (Cesarismo, Napoleónico, Bonapartismo, Führer, Chef, Imperialismo), Dieter Groh
- Christentum (Cristianismo), Trutz Rendtorff
- Exkurs: christlich-sozial (Excurso: Socialismo cristiano), Annette Kuhn
- Demokratie (Democracia), Werner Conze, Christian Meier, Reinhart Koselleck, Hans Maier & Hans Leo Reimann
- Diktatur (Dictadura), Ernst Nolte

### Vol. 2 (1975): E–G
Redactores: Reinhart Koselleck en colaboración con Christian Meier
- Ehre, Reputation (Honor, Reputación), Friedrich Zunkel
- Eigentum (Propiedad), Dieter Schwab
- Einheit (Unidad), Dirk Blasius, Lothar Gall & Krista Segermann
- Emanzipation (Emancipación), Karl Martin Graß & Reinhart Koselleck
- Entwicklung, Evolution (Desarrollo, Evolución), Wolfgang Wieland
- Fabrik, Fabrikant (Fábrica, Fabricante), Dietrich Hilger
- Familie (Familia), Dieter Schwab
- Fanatismus (Fanatismo), Werner Conze & Helga Reinhart
- Faschismus (Fascismo), Ernst Nolte
- Feudalismus, feudal (Feudalismo, Feudal), Otto Brunner
- Fortschritt (Progreso), Christian Meier & Reinhart Koselleck
- Freiheit (Libertad), Jochen Bleicken, Werner Conze, Christof Dipper, Horst Günther, Dithelm Klippel, Gerhard May & Christian Meier
- Friede (Paz), Wilhelm Janssen
- Geschichte, Historie (historia/Historia/historiografía), Odilo Engels, Horst Günther, Christian Meier & Reinhart Koselleck
- Gesellschaft, bürgerliche (Sociedad civil), Manfred Riedel
- Gesellschaft, Gemeinschaft (Sociedad, Comunidad), Manfred Riedel
- Gesetz (Ley), Rolf Grawert
- Gewaltenteilung (División de poderes), Hans Fenske
- Gleichgewicht, Balance (Equilibrio), Hans Fenske
- Gleichheit (Igualdad), Otto Dann
- Grundrechte, Menschen- und Bürgerrechte, Volksrechte (Igualdad, Derechos humanos), Gerd Kleinheyer

### Vol. 3 (1982): H–Me
Redactor: Reinhart Koselleck
- Herrschaft (Dominio/Dominación), Horst Günther, Dietrich Hilger, Karl-Heinz Ilting, Reinhart Koselleck & Peter Moraw
- Hierarchie (Jerarquía), Heinz Rausch
- Ideologie (Ideología), Ulrich Dierse
- Imperialismus (Imperialismo), Jörg Fisch, Dieter Groh & Rudolf Walther
- Industrie, Gewerbe (Industria, Negocio), Dietrich Hilger & Lucian Hölscher
- Interesse (Interés), Jörg Fisch, Reinhart Koselleck & Ernst Wolfgang Orth
- Internationale, International, Internationalismus (Internacional, Internacional, Internacionalismo, Peter Friedemann & Lucian Hölscher
- Kapital, Kapitalist, Kapitalismus (Capital, Capitalista, Capitalismo), Marie-Elisabeth Hilger & Lucian Hölscher
- Kommunismus (Comunismo), Wolfgang Schieder
- Konservativ, Konservatismus (Conservador, Conservadurismo), Rudolf Vierhaus
- Krieg (Guerra), Wilhelm Janssen
- Krise (Crisis[2]), Reinhart Koselleck
- Kritik (Crítica), Kurt Röttgers
- Legitimität, Legalität (Legitimidad, Legalidad), Thomas Würtenberger
- Liberalismus (Liberalismo), Rudolf Vierhaus
- Exkurs: Wirtschaftlicher Liberalismus (Excurso: Liberalismo económico), Rudolf Walther
- Macht, Gewalt (Poder, Violencia), Karl-Georg Faber; Karl-Heinz Ilting & Christian Meier
- Marxismus (Marxismo), Rudolf Walther
- Materialismus - Idealismus (Materialismo - Idealismo), Hermann Braun
- Mehrheit, Minderheit, Majorität, Minorität (Mayoría, Minoría), Wolfgang Jäger
- Menschheit, Humanität, Humanismus (Humanidad, Humanismo), Hans Erich Bödeker

### Vol. 4 (1978): Mi–Pre
Redactores: Werner Conze en colaboración con Christian Meier
- Militarismus (Militarismo), Werner Conze, Michael Geyer & Reinhard Stumpf
- Mittelstand (Clase media), Werner Conze
- Modern, Modernität, Moderne (moderno, Modernidad), Hans Ulrich Gumbrecht
- Monarchie (Monarquía), Hans Boldt, Werner Conze, Jochen Martin & Hans K. Schulze
- Natur (Naturaleza), Heinrich Schipperges
- Naturrecht (Derecho natural), Karl-Heinz Ilting
- Neutralität (Neutralidad), Michael Schweitzer & Heinhard Steiger
- Nihilismus (Nihilismo), Manfred Riedel
- Öffentlichkeit (Público/Publicidad), Lucian Hölscher
- Opposition (Oposición), Wolfgang Jäger
- Organ, Organismus, Organisation politischer Körper (Órgano, Organismo, Cuerpo político), Ernst-Wolfgang Böckenförde & Gerhard Dohrn-van Rossum
- Pädagogik (Pedagogía), Wilhelm Rössler
- Parlament, parlamentarische Regierung, Parlamentarismus (Parlamento, Gobierno parlamentario, Parlamentarismo), Hans Boldt
- Partei, Fraktion (Partido, Fracción), Klaus von Beyme
- Partikularismus (Particularismo), Irmline Veit-Brause
- Pazifismus (Pacifismo), Karl Holl
- Politik (Política), Volker Sellin
- Polizei (Policía), Franz-Ludwig Knemeyer
- Presse, Pressefreiheit, Zensur (Prensa, Libertad de prensa, Censura), Franz Schneider

### Vol. 5 (1984): Pro–Soz
Redactor: Werner Conze
- Produktion, Produktivität (Producción, Productividad), Volker Hentschel
- Proletariat, Pöbel, Pauperismus (Proletariado, Plebe, Pauperismo), Werner Conze
- Propaganda, Christof Dipper & Wolfgang Schieder
- Radikalismus (Radicalismo), Peter Wende
- Rasse (Raza), Antje Sommer & Werner Conze
- Reaktion, Restauration (Reacción, Restauración), Panayotis Kondylis
- Recht, Gerechtigkeit (Derecho, Justicia), Fritz Loos & Hans-Ludwig Schreiber
- Reform, Reformation (Reforma), Eike Wolgast
- Regierung, Regime, Obrigkeit (Gobierno, Régimen, Autoridad), Volker Sellin
- Reich (Imperio, Reich, Karl Otmar Frh. v. Aretin, Werner Conze, Elisabeth Fehrenbach, Notker Hammerstein & Peter Moraw
- Repräsentation (Representación política), Adalbert Podlech
- Republik, Gemeinwohl (República, Bien Común), Wolfgang Mager
- Revolution, Rebellion, Aufruhr, Bürgerkrieg (Revolución, Rebelión, Insurrección, Guerra Civil), Neithard Bulst, Jörg Fisch, Reinhart Koselleck & Christian Meier
- Säkularisation, Säkularisierung (Secularización), Werner Conze, Hans-Wolfgang Strätz & Hermann Zabel
- Sicherheit, Schutz (Seguridad, Protección), Werner Conze
- Sitte, Sittlichkeit, Moral (Ética, Eticidad, Moral), Karl-Heinz Ilting
- Sozialismus (Socialismo), Wolfgang Schieder
- Soziologie, Gesellschaftswissenschaften (Sociología, Ciencias Sociales), Eckart Pankoke

### Vol. 6 (1990): St–Vert
Redactor: Reinhart Koselleck
- Staat und Souveränität (Estado y soberanía), Hans Boldt, Werner Conze, Görg Haverkate, Diethelm Klippel & Reinhart Koselleck
- Stand, Klasse (Clase), Werner Conze, Otto Gerhard Oexle & Rudolf Walther
- System, Struktur (Sistema, Estructura), Manfred Riedel
- Terror, Terrorismus (Terror, Terrorismo), Rudolf Walther
- Toleranz (Tolerancia), Gerhard Besier & Klaus Schreiner
- Tradition, Traditionalismus (Tradición, Tradicionalismo), Siegfried Wiedenhofer
- Tyrannis, Despotie (Tiranía, Despotismo), Hella Mandt
- Unternehmer (Empresario), Hans Jäger
- Utopie (Utopía), Lucian Hölscher
- Verein, Gesellschaft, Geheimgesellschaft, Assoziation, Genossenschaft, Gewerkschaft (Club, Sociedad, Sociedad secreta, Asociación, Corporación, Sindicato), Wolfgang Hardtwig
- Verfassung (I), Konstitution, Status, Lex fundamentalis (Constitución (I), Constitución, Status, Lex fundamentalis), Heinz Mohnhaupt
- Verfassung (II), Konstitution, Grundgesetze (Constitución (II), Constitución, Leyes fundamentales), Dieter Grimm
- Vertrag, Gesellschaftsvertrag, Herrschaftsvertrag (Contrato, Contrato Social, Contrato de poder), Jörg Fisch & Wolfgang Kersting

### Vol. 7 (1992): Verw–Z
Redactor: Reinhart Koselleck
- Verwaltung, Amt, Beamte (Administración, Cargo, Funcionario), Sandro-Angelo Fusco, Reinhart Koselleck, Anton Schindling, Udo Walter & Bernd Wunder
- Völkerrecht (Derecho Internacional), Heinhard Steiger
- Volk, Nation, Nationalismus, Masse (Pueblo, Nación, Nacionalismo, Masas), Fritz Gschnitzer, Reinhart Koselleck, Bernd Schönemann & Karl Ferdinand Werner
- Welt (Mundo), Hermann Braun
- Wirtschaft (Economía), Johannes Burckhardt, Otto Gerhard Oexle & Peter Spahn
- Wohlfahrt, Wohltat, Wohltätigkeit, Caritas (Bienestar, Buena obra, Beneficencia, Caritas), Mohamed Rassem
- Würde (Dignidad), Panajotis Kondylis & Viktor Pöschl
- Zivilisation, Kultur (Civilización, Cultura), Jörg Fisch

### Vol. 8 (1997): Índices
Editado y publicado por Reinhart Koselleck y Rudolf Walther (en dos tomos)

## Voces traducidas a otros idiomas

### Castellano
- Bildung: R. Vierhaus, "Formación (Bildung)", Revista de Educación y Pedagogía [separata], Vol. 14, N.º 33 (2002): 1-68. Traducción de Juan Guillermo Gómez García. Disponible en: https://revistas.udea.edu.co/index.php/revistaeyp/issue/view/1623
- Friede: W. Janssen, "Friede. Una historia del concepto sociopolítico de paz", En: Quiroz Jiménez, L. F. (ed.), Hacia la paz. Ideas y conceptos para una discusión urgente, Medellín, Universidad de Antioquia. Unidad Especial de Paz (UEP), 2020, pp: 36-116. Traducción e introducción de Luis Fernando Quiroz Jiménez. Disponible en: https://bibliotecadigital.udea.edu.co/handle/10495/29104
- Geschichte/Historie: R. Koselleck, historia/Historia, Madrid, Trotta, 2004. Traducción e introducción de Antonio Gómez Ramos.
- Krise: R. Koselleck, "Crisis" en Id., Crítica y crisis. Un estudio sobre la patogénesis del mundo burgués, Madrid, Trotta, 2007, pp. 241-281.

### Catalán
- Aufklärung: H. Stuke: "Il·lustració", en H. U. Gumbrecht, R. Koselleck i H. Stuke, "Il·lustració, progrés i modernitat. Història dels conceptes", Valencia, Alfons el Magnànim, 2018.
- Fortschritt: Ch. Maier i R. Koselleck, "Progrés", en H. U. Gumbrecht, R. Koselleck i H. Stuke, "Il·lustració, progrés i modernitat. Història dels conceptes", Valencia, Alfons el Magnànim, 2018.
- Modern, Modernität, Moderne: H. U. Gumbrecht, "Modern, Modernitat", en H. U. Gumbrecht, R. Koselleck i H. Stuke, "Il·lustració, progrés i modernitat. Història dels conceptes", Valencia, Alfons el Magnànim, 2018.